# Калев (підводний човен)
| «Калев»                                                                                             | «Калев»                                                        | «Калев»                                                        |
| --------------------------------------------------------------------------------------------------- | -------------------------------------------------------------- | -------------------------------------------------------------- |
| EML Kalev (1936)                                                                                    |                                                                |                                                                |
| |                                                                |                                                                |
| Естонський підводний човен типу «Калев»                                                             |                                                                |                                                                |
| Верф                                                                                                | Vickers and Armstrongs Ltd, Барроу-ін-Фернесс                  | Vickers and Armstrongs Ltd, Барроу-ін-Фернесс                  |
| Під прапором                                                                                        | Естонія СРСР                                                   | Естонія СРСР                                                   |
| Належність                                                                                          | Військово-морські сили Естонії · Військово-морський флот СРСР  | Військово-морські сили Естонії · Військово-морський флот СРСР  |
| Порт приписки                                                                                       | Таллінн, Лібава, Кронштадт                                     | Таллінн, Лібава, Кронштадт                                     |
| Закладений                                                                                          | травень 1935                                                   | травень 1935                                                   |
| Спуск на воду                                                                                       | 7 липня 1936                                                   | 7 липня 1936                                                   |
| Введений до складу флоту                                                                            | 12 березня 1937                                                | 12 березня 1937                                                |
| Переданий                                                                                           | 18 вересня 1940 року конфіскований радянським ВМФ              | 18 вересня 1940 року конфіскований радянським ВМФ              |
| На службі                                                                                           | 1937 —1941                                                     | 1937 —1941                                                     |
| Загибель                                                                                            | Після 29 жовтня 1941 року зниклий безвісти в Балтійському морі | Після 29 жовтня 1941 року зниклий безвісти в Балтійському морі |
| Бойовий досвід                                                                                      | Друга світова війна Кампанія на Балтійському морі              | Друга світова війна Кампанія на Балтійському морі              |
| Проєкт                                                                                              |                                                                |                                                                |
| Тип ПЧ                                                                                              | підводний мінний загороджувач                                  | підводний мінний загороджувач                                  |
| Основні характеристики                                                                              |                                                                |                                                                |
| Швидкість (надводна)                                                                                | 13,5 вузлів (25 км/год)                                        | 13,5 вузлів (25 км/год)                                        |
| Швидкість (підводна)                                                                                | 8,5 вузлів (15,7 км/год)                                       | 8,5 вузлів (15,7 км/год)                                       |
| Гранична глибина занурення                                                                          | 80 м                                                           | 80 м                                                           |
| Екіпаж                                                                                              | 32 офіцери та матроси                                          | 32 офіцери та матроси                                          |
| Розміри                                                                                             |                                                                |                                                                |
| Довжина найбільша (по КВЛ)                                                                          | 62,48 м                                                        | 62,48 м                                                        |
| Ширина корпусу найб.                                                                                | 6,2 м                                                          | 6,2 м                                                          |
| Середня осадка (по КВЛ)                                                                             | 3,99 м                                                         | 3,99 м                                                         |
| Водотоннажність надводна                                                                            | 665 тонн                                                       | 665 тонн                                                       |
| Водотоннажність підводна                                                                            | 853 тонни                                                      | 853 тонни                                                      |
| Силова установка                                                                                    |                                                                |                                                                |
| Дизель-електрична: 2 × дизельних двигуни Vickers-Armstrongs 2 × електродвигуни Metropolitan-Vickers |                                                                |                                                                |
| Гвинти                                                                                              | 2                                                              | 2                                                              |
| Потужність                                                                                          | 2 × 600 к.с. (дизельні двигуни) 2 × 395 к.с. (електродвигуни)  | 2 × 600 к.с. (дизельні двигуни) 2 × 395 к.с. (електродвигуни)  |
| Озброєння                                                                                           |                                                                |                                                                |
| Артилерія                                                                                           | 1 × 40-мм зенітна гармата Bofors L60                           | 1 × 40-мм зенітна гармата Bofors L60                           |
| Торпедно- мінне озброєння                                                                           | 4 × 533-мм торпедних апарати 8 торпед 20 мін                   | 4 × 533-мм торпедних апарати 8 торпед 20 мін                   |
| ППО                                                                                                 | 1 × 7,7-мм кулемет «Льюїс»                                     | 1 × 7,7-мм кулемет «Льюїс»                                     |

«Калев» (ест. EML Kalev (1936) — військовий корабель, підводний мінний загороджувач, головний у своєму типі, побудований на замовлення військово-морського флоту Естонії британською компанією Vickers and Armstrongs Ltd. напередодні Другої світової війни. У 1940 році після анексії Естонії Радянським Союзом конфіскований радянським флотом та уведений до складу Балтійського флоту РСЧФ. Брав участь у бойових діях у Балтійському морі під час німецько-радянської війни. В листопаді 1941 року «Калев» зник безвісти.
Підводний човен «Калев» був закладений у травні 1935 року на верфі британської компанії Vickers and Armstrongs Ltd. у Барроу-ін-Фернесс. 7 липня 1936 року він був спущений на воду, і 12 березня 1937 року уведений в експлуатацію до складу естонських ВМС. 19 серпня 1940 року через радянську окупацію Естонії підводний мінний загороджувач був включений до складу Червонопрапорного Балтійського флоту під своєю назвою. Лишень п'ять людей з числа членів екіпажу естонського підводного човна продовжили свою службу на борту «Калева», щоб перевчити радянські екіпажі. Після початку німецько-російської війни в червні 1941 року «Калев» був доукомплектований, маючи повністю російськомовний екіпаж. Під час Другої світової війни «Калев» брав участь у бойових діях у складі радянського Балтійського флоту. «Калев» не повернувся зі свого другого патрулювання і вважався зниклим безвісти після 29 жовтня 1941 року.